# Siargao

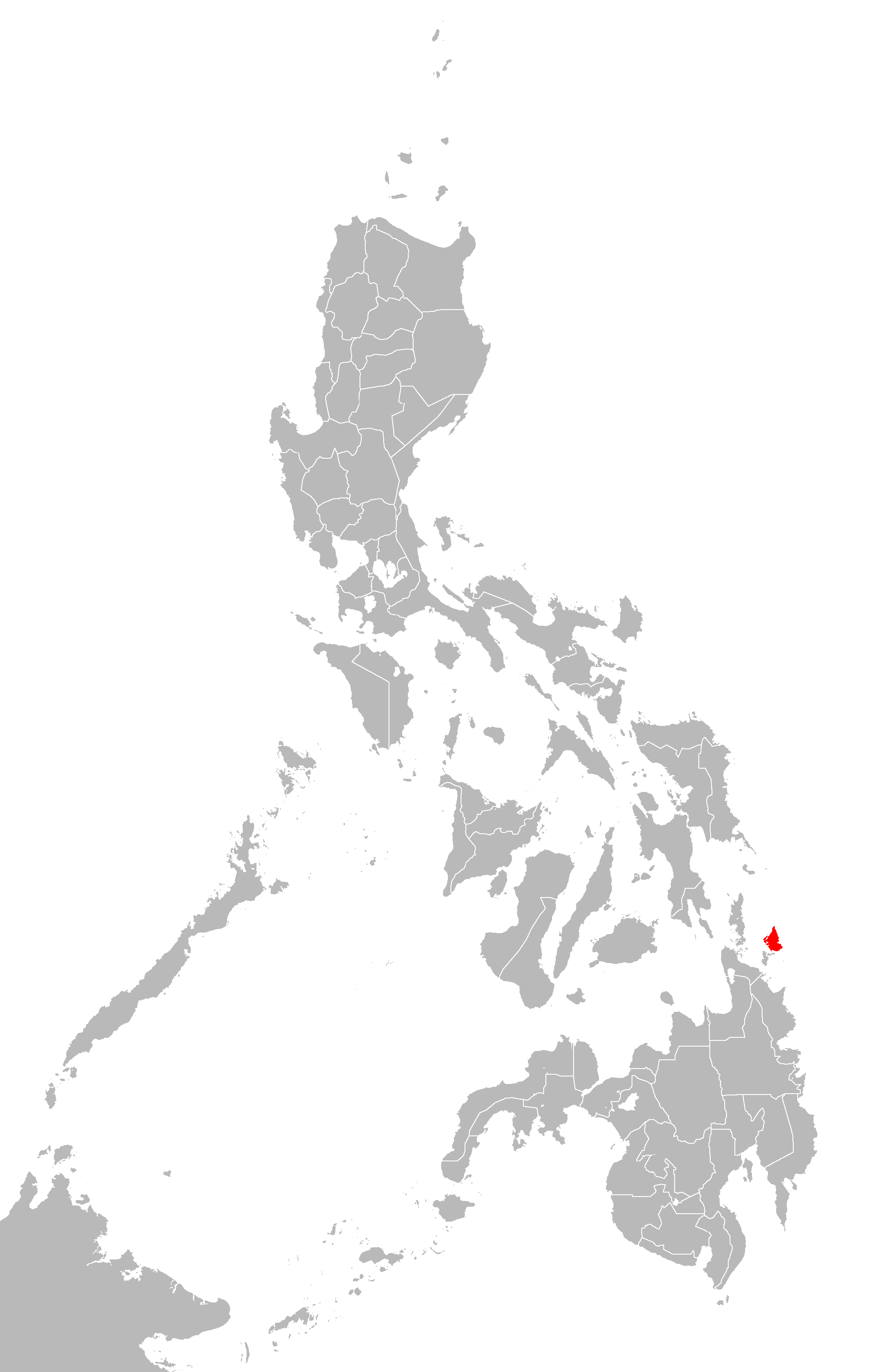

Siargao – filipińska wyspa na Morzu Filipińskim. Ma powierzchnię 437 km² i należy do prowincji Surigao del Norte. Położona jest na północny wschód od wyspy Mindanao i jest jedną z najdalej wysuniętych na wschód wysp Filipin.
Do głównych miast na wyspie należą Del Carmen, Dapa, General Luna i Pilar.
W większości pokryta jest lasami deszczowymi i namorzynami. Wybrzeże charakteryzuje się szeregiem klifów, raf koralowych i białymi piaszczystymi plażami. W zaroślach występują krokodyle.
Wyspa jest głównym ośrodkiem surfingu na Filipinach.